# Micropoecilia picta
Micropoecilia picta är en fiskart som först beskrevs av Regan, 1913.  Micropoecilia picta ingår i släktet Micropoecilia och familjen Poeciliidae. Inga underarter finns listade i Catalogue of Life.